# La Rochelle-Normande
Pour les articles homonymes, voir La Rochelle.
La Rochelle-Normande est une ancienne commune française du département de la Manche et de la région Normandie, peuplée de 352 habitants, commune déléguée au sein de Sartilly-Baie-Bocage depuis le 1er janvier 2016.

## Géographie
La Rochelle-Normande se situe à 10 km au nord d'Avranches, dans le canton de La Haye-Pesnel. Elle est délimitée au nord par la rivière d'Allemagne, à l'ouest par le ruisseau du Vieux Léger et au sud par le Lerre.

## Toponymie
La commune s'est d'abord longtemps appelée La Rochelle, avant de se voir ajouter le déterminatif Normande en 1938 pour la différencier de La Rochelle, le célèbre port de la Charente-Maritime, et de La Rochelle, dans la Haute-Saône.
Dérivé à valeur diminutive de roche au sens de « place fortifiée », « château fort ». D'où : « la petite place fortifiée ».

## Histoire

### Moyen Âge
Un seigneur de La Rochelle était aux côtés du duc de Normandie, Robert Courteheuse, à la première croisade en 1096.

### Temps modernes
Jean Bastard, né à La Rochelle-Normande, vicaire de Saint-Senier, fut en 1639, avec le curé Morel, l'un des chefs de la révolte des Nu-pieds à Avranches. Il sera pendu le 21 décembre 1639 par le bourreau Denis Roussin, après sa capture au Mont-Saint-Michel où il s'était caché. En 1690, Jacques Lempereur, écuyer, sieur de Cavigny, cornette de cavalerie au régiment de Richelieu, fait aveu du fief de la Rochelle-d'Ambleville à la Rochelle-Normande.

### Époque contemporaine
En 1937, la décision de créer des classes mixtes à l'école publique divisa profondément la commune en deux clans, et pour plusieurs années. Certains parents préférèrent alors envoyer leurs enfants à Sartilly, à l'école Sainte-Thérèse (catholique). La querelle persista même pendant les années de guerre, avant que la raison ne finisse par l'emporter.

## Politique et administration

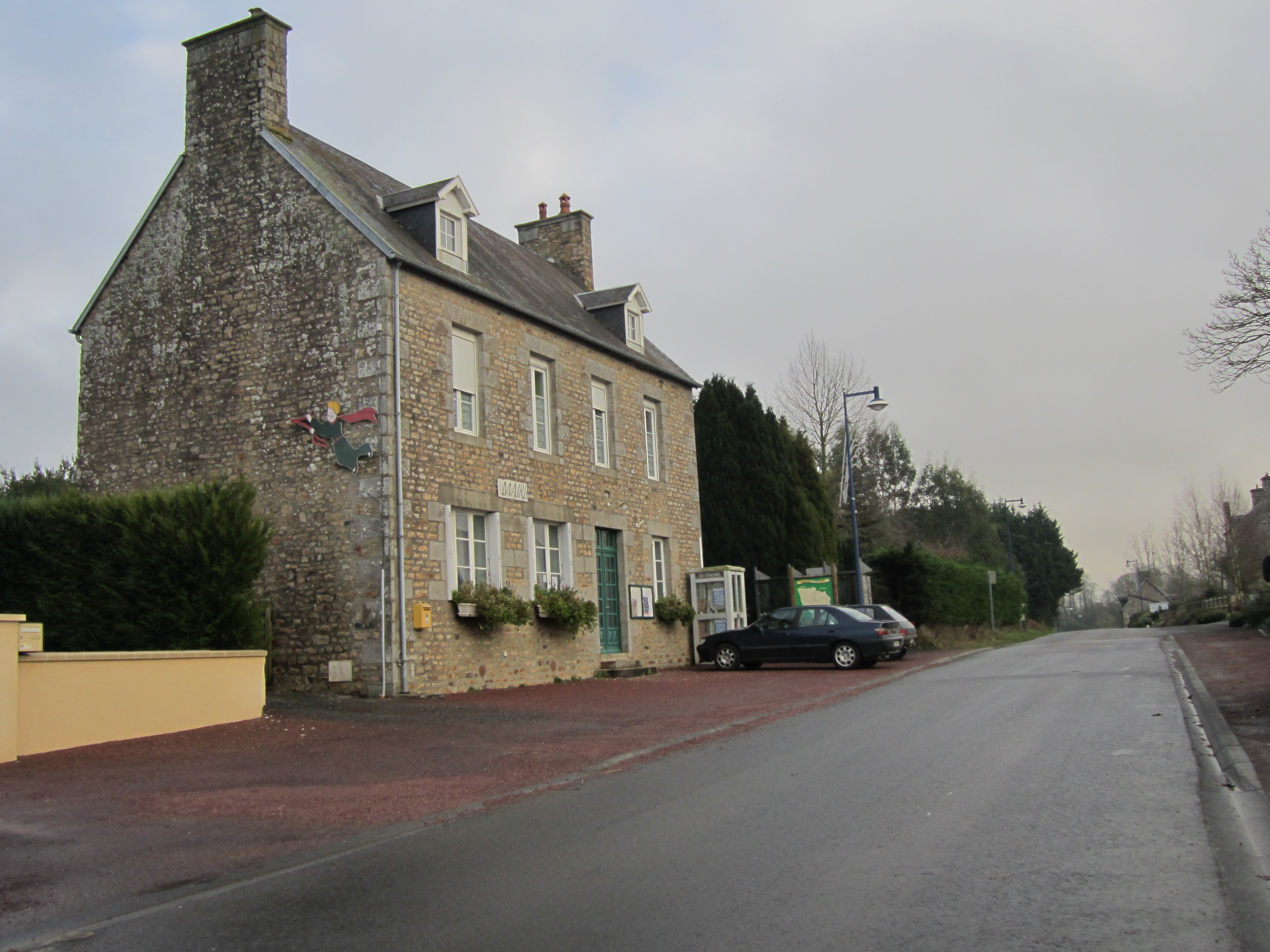
La mairie.

| Période                                                                                      | Période       | Identité                       | Étiquette | Qualité              |
| -------------------------------------------------------------------------------------------- | ------------- | ------------------------------ | --------- | -------------------- |
| …1796                                                                                        | 1800          | François Ange Martin           |           |                      |
| 1800                                                                                         | 1808          | Jean Roger                     |           |                      |
| 1808                                                                                         | 1817          | François Ange Martin           |           |                      |
| 1817                                                                                         | 1830          | Arsène Frétel                  |           |                      |
| 1830                                                                                         | 1837          | François Chenu                 |           |                      |
| 1837                                                                                         | 1855          | Louis Bastard                  |           |                      |
| 1855                                                                                         | 1881          | Jean Lempereur de Saint-Pierre |           |                      |
| 1881                                                                                         | 1900          | Jacques Hurel du Manoir        |           |                      |
| 1900                                                                                         | 1919          | Cyrille Provost                |           |                      |
| 1919                                                                                         | 1929          | Léon Plaine                    |           |                      |
| 1929                                                                                         | 1941          | François Chevallier            |           |                      |
| 1941                                                                                         | 1944          | Prosper Le Barbey              |           | Juge de paix         |
| 1944                                                                                         | 1945          | François Chevallier            |           |                      |
| 1945                                                                                         | 1950          | Auguste Allix                  |           | Retraité militaire   |
| 1950                                                                                         | 1953          | Victor Mancel                  |           |                      |
| 1953                                                                                         | 1971          | Fernand Letourneur             |           |                      |
| 1971                                                                                         | 1989          | Léon Plaine                    |           |                      |
| 1989                                                                                         | mars 2008     | Mauricette Lechevalier         | SE        | Employée de La Poste |
| mars 2008                                                                                    | décembre 2015 | Jean-Pierre Fauvel             | SE        | Agriculteur          |
| Une partie des données est issue d'une liste établie par Jean Pouëssel et Christine Catilina |               |                                |           |                      |

| Période      | Période  | Identité           | Étiquette | Qualité                                  |
| ------------ | -------- | ------------------ | --------- | ---------------------------------------- |
| janvier 2016 | mai 2020 | Jean-Pierre Fauvel | SE        | Agriculteur                              |
| mai 2020     | En cours | Gaëtan Lambert     | SE        | Technicien Maire de Sartilly-Baie-Bocage |

## Démographie
En 2022, la commune comptait 352 habitants. Depuis 2004, les enquêtes de recensement dans les communes de moins de 10 000 habitants ont lieu tous les cinq ans (en 2004, 2009, 2014, etc. pour La Rochelle-Normande) et les chiffres de population municipale légale des autres années sont des estimations.
| 1793 | 1800 | 1806 | 1821 | 1831 | 1836 | 1841 | 1846 | 1851 |
| ---- | ---- | ---- | ---- | ---- | ---- | ---- | ---- | ---- |
| 849  | 819  | 807  | 799  | 789  | 757  | 743  | 743  | 711  |

| 1856 | 1861 | 1866 | 1872 | 1876 | 1881 | 1886 | 1891 | 1896 |
| ---- | ---- | ---- | ---- | ---- | ---- | ---- | ---- | ---- |
| 704  | 687  | 639  | 576  | 566  | 499  | 492  | 445  | 400  |

| 1901 | 1906 | 1911 | 1921 | 1926 | 1931 | 1936 | 1946 | 1954 |
| ---- | ---- | ---- | ---- | ---- | ---- | ---- | ---- | ---- |
| 382  | 374  | 403  | 349  | 369  | 359  | 364  | 351  | 347  |

| 1962 | 1968 | 1975 | 1982 | 1990 | 1999 | 2004 | 2009 | 2014 |
| ---- | ---- | ---- | ---- | ---- | ---- | ---- | ---- | ---- |
| 320  | 269  | 216  | 215  | 231  | 254  | 253  | 310  | 324  |

| 2018 | - | - | - | - | - | - | - | - |
| ---- | - | - | - | - | - | - | - | - |
| 350  | - | - | - | - | - | - | - | - |

## Culture locale et patrimoine

### Lieux et monuments

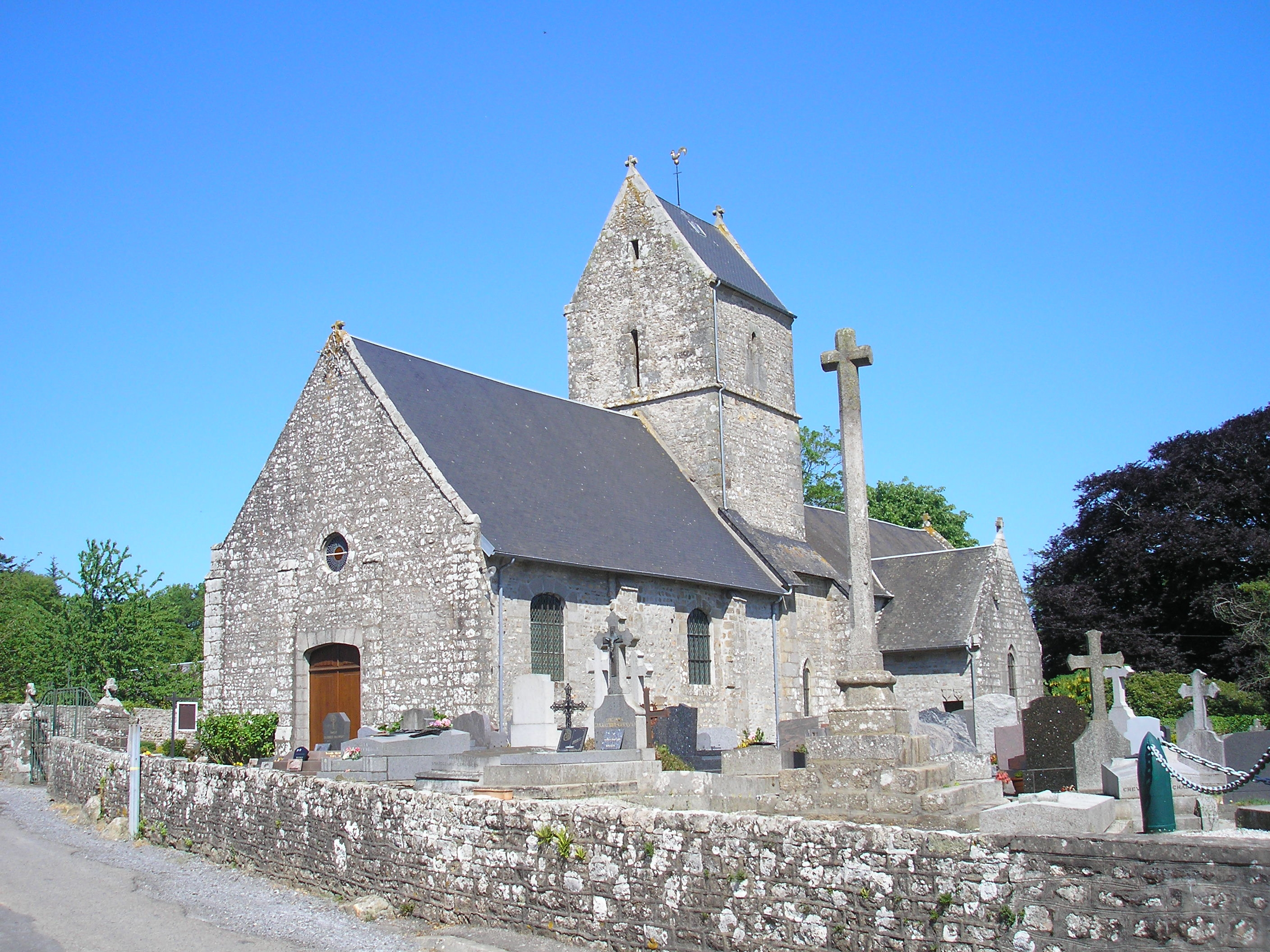
L'église Notre-Dame.

- Église Notre-Dame des XIe, XVIIe – XVIIIe siècles ; ancienne priorale. Elle abrite une statue de Saint Louis du XIVe classée au titre objet en 1980 aux monuments historiques[12], un maître-autel du XVIIe, une chaire à prêcher du XVIIe, un groupe sculpté Vierge à l'Enfant du XVIIe, les statues de la Vierge et de saint Jean du XIVe, un tableau l'Assomption du XVIIIe.

L'église dépend de la paroisse Saint-Auguste-Chapdeleine du doyenné du Pays de Granville-Villedieu.
- Manoir de Plein d'Eau des XVIIe – XIXe siècles et jardin recensé à l'Inventaire général du patrimoine culturel[14].
- Oratoire et fontaine Saint-Méen du XIXe siècle sur la route de La Lucerne-d'Outremer, et que l'on implorait pour les maladies de peau.
- Cinq croix de chemin dite des Chesnots du XIXe siècle, Croix Chapron du XIXe siècle, au lieu-dit le Frêne du XIXe siècle, du bois du Rochelet du XXe siècle, du bourg du XVIIe siècle.
- Croix de cimetière du XVIIe siècle.

Pour mémoire
- Prieuré dépendant de l'abbaye de La Lucerne[15].

### Personnalités liées à la commune
- Saint Auguste Chapdelaine (1814-1856), prêtre-missionnaire mort en Chine, est né dans la commune, au lieu-dit La Métairie. Sa maison natale a été détruite le 2 août 1944 par l'explosion d'un camion allemand auquel des Américains avaient mis le feu. Une stèle en marque l'emplacement depuis 1956, année du centenaire de sa mort.
- Comte Lionel de Warren (La Rochelle-Normande, 28 juillet 1920 - 3 janvier 2010), ambassadeur, chevalier de la Légion d'honneur, officier de l'ordre national du Mérite, chevalier de l'ordre souverain de Malte[16].